# 金澤有希
金澤 有希（かなざわ ゆうき、1993年〈平成5年〉5月1日 - ）は、日本のタレント。また、女性アイドルグループきゅ〜くるの総合プロデューサーである。元女性アイドルで、女性アイドルグループAKB48・GEM・SUPER☆GiRLSの元メンバーであった。
北海道苫小牧市出身。愛称は、ゆうきりん。

## 略歴

### アイドル活動開始〜AKB48へ
幼稚園の頃からモーニング娘。（特に辻希美）のファンで、ハロプロエッグのオーディションに応募したこともある。小学5年生のときにスカウトされ、苫小牧を拠点に活動するローカルアイドルTouch（タッチ）のメンバーとして活動を開始。高校1年生までの約5年間在籍した。
2010年3月、AKB48の『第七回研究生（10期生）オーディション』に合格。研究生候補となり、同6月12日、セレクション審査に合格して研究生となる。選抜メンバーと共に全国を回ったり、前田敦子のアンダーをつとめるなど順調だったが、学業優先のために2011年2月20日付で活動を辞退した。

### iDOL Street加入〜GEMへ
土日も学校に通って課題に追われる日々だったが、AKB48を辞めた後にも送られて来た段ボール箱4個分のファンレターが事務所から引き渡され、それを読んで「何があっても絶対に戻らなくちゃいけない！」と決意したという。2012年5月19日、締切ギリギリで応募した『avexアイドルオーディション2012』の最終選考に合格。iDOL Streetのデビュー候補生であるストリート生に3期生として加入した。同6月12日、中野サンプラザで行われた『SUPER☆GiRLS生誕2周年記念SP&アイドルストリートカーニバル2012』で、ストリート生内のチームe-Street SAPPOROとして初お披露目された。
同12月25日、中野サンプラザで行われた『SUPER☆GiRLS EveryBody JUMP!! 2012 FINAL 〜X'mas Special〜』に出演し、ステージ上でiDOL Street第3弾グループGEMのスターティングメンバーに選抜されたことが発表された。以降、GEMの正式メンバーが決定するまでのあいだは、GEMスターティングメンバーとしての活動とストリート生としての活動を並行して行うこととなる。2013年1月から4月の期間でストリート生のライブイベント『ストリーーーーーグ』が開催され、期間中の来場者から金澤への投票がもっとも多く、MVPを獲得したことが最終公演で発表された。また、e-street SAPPOROからe-Street TOKYOに移籍し、リーダーに就任することも発表された。
同6月11日に行われた『SUPER☆GiRLS 生誕3周年記念SP アイドルストリートカーニバル 日本武道館 〜超絶少女たちの挑戦2013〜』のステージ上でGEMの正式メンバーが発表され、最後に金澤の名前が呼ばれた。また、GEMのリーダーに就任した。その後、GEMは7枚のシングルと1枚のアルバムを発表し、2018年3月31日をもって解散となる。

### SUPER☆GiRLSへ
GEM解散後は芸能界からの引退も考えたという。
と述懐している。こうして2018年7月1日に始まった『SUPER☆GiRLS 超（スーパー）オーディション!!!!』のFRESH LIVEルートに応募。同12月19日、TSUTAYA O-EASTで行われた『SUPER☆GiRLS 超LIVE 2018 8th DEBUT Anniversary 〜NEW GENERATIONS!!!!〜』でSUPER☆GiRLSの第4期メンバーとしてお披露目された。
2022年6月11日開催の『SUPER☆GiRLS 12th Anniversary Live 〜叶えたい Success Story〜』で、12月末をもって卒業することを発表。2023年2月10日、メンバーの新型コロナウイルス感染により2022年の年末から公演延期となっていた卒業公演『SUPER☆GiRLS 青春の卒業式 〜ミンナニサチアレ!!〜』で最後のステージを終え、同15日付で事務所を退所。約19年間のアイドル活動を終了した。

### 19年間のアイドル活動を経て
2023年2月16日、自身が女性アイドルグループをプロデュースすることを発表。約2か月間のオーディションを経て、同年4月30日に女性アイドルグループきゅ〜くるを誕生させた。現在はタレントとアイドルプロデューサーの二足のわらじを履いている。

## 受賞歴
- SHOWROOM AWARD 2017「SHOWROOM特別賞」（2017年12月11日）

## 人物
趣味は写真撮影や温泉めぐり、料理。料理が得意なのは憧れていた辻希美の影響だという。好きな食べ物はいくらやバナナ。苦手な食べ物はアボカドやうに。運転免許（普通1種）を取得しているほか、温泉ソムリエ資格、カッパ捕獲許可証（許可番号002881号）などを取得している。また、出身地である北海道や苫小牧市の話題をインタビューや自身のブログなどで発信しており、2021年2月15日付で一般社団法人苫小牧観光協会から『とまこまい観光大使』として任命されている。
妹が1人いる。AKB48のオーディションに応募したキッカケは、妹に誘われたからで、ふたりとも最終審査まで進んでいた。なお、AKB48に興味を持ち始めたのは「夕陽を見ているか?」を聴いた時から。高校時代は前田敦子に似ていると言われたが、自身は板野友美推しだったという。
AKB48時代に10期生の同期だった入山杏奈や、9期生だった森杏奈、8期研究生で後に「愛乙女☆DOLL」に在籍していた佐野友里子、11期生だった鈴木紫帆里とは今でも仲良しとのこと。またJuice=Juiceのメンバーだった金澤朋子は同じ苗字ということもあってか、プライベートでも交流が深い。
SUPER☆GiRLS時代の超絶カラーはサン・イエロー（黄色）、GEM時代のMy GEMはアメジスト（紫）、e-Street時代のイメージカラーは白だった。公式ニックネームの「ゆうきりん」は、ストリート生の同期でGEMでも共働していた森岡悠と区別するために付けられた。なお、自身のファンの愛称は「ゆうちゃんず」である。ストリート生時代のキャッチ・コピーは「あなたの心をぱっくんちょ! みんなのハート泥棒、金澤有希です」で、『勝田梨乃の語りーの』では毎回このキャッチ・コピーで挨拶していた。

## 出演

### テレビ

#### テレビドラマ
- 超絶☆絶叫ランド（2013年7月17日・24日、CBC・TBS系列） - 第1話・第2話

#### その他のテレビ番組
- 全力坂（2017年2月2日・7日・2021年7月13日、EX）[37]
- 楽遊のさきどり☆アイドル塾（2019年10月4日 - 2021年10月2日、TOKYO MX） - 番組内コーナー「アイドルに世界一受けてほしい授業」MC
- 湘南ベルマーレ応援番組 みんなのベルマーレ（2020年4月1日 - 2022年12月12日、J:COMチャンネル神奈川） - リポーター[38]

### ラジオ
- SUPER☆GiRLS勝田梨乃の語りーの（2012年10月6日 - 2013年2月9日、HBCラジオ） - アシスタント
- GIRLS♥GIRLS♥GIRLS =RED ZONE= SUPER☆GiRLSと超絶☆夜ふかしタイム!!!! （2020年7月1日 - 2021年6月30日、FM FUJI） - メインパーソナリティ

### 映画

#### 短編映画
- 超絶☆学園〜未来へのSTEP〜（2012年8月18日公開、東宝、エイベックス・マネジメント）

#### 長編映画
- TOKYO24（2019年10月26日公開、HumanPictures）[39]

### 舞台
- アリスインプロジェクト『アリス イン デッドリースクール オルタナティブ』（2013年3月20日 - 24日、六行会ホール） - 橙沼霧子 役
- アリスインプロジェクト×カプセル兵団『時空警察ヴェッカー1983』（2013年8月14日 - 18日、笹塚ファクトリー） - 田中純子 役
- ブルーカバーアクターズPresents『デバッグトレジャー』（2014年10月2日 - 5日、新宿村LIVE） - 徳永さつき 役[40]
- Girls Street Theater 2015『座・花御代コンチェルト』（2015年11月6日 - 15日、CBGKシブゲキ!!） - つばめ 役（すみれ組）[41]
- 劇団た組。番外公演『悪役令嬢後宮物語』（2016年9月28日 - 10月2日、サンモールスタジオ） - ディアナ・クレスター 役[42]
- アリスインプロジェクト『ダンスライン SAPPORO』（2018年4月25日 - 29日、コンカリーニョ） - 主演・北野美環 役[43]
- タタカッテシネ&トキヲイキル合同公演『瀬戸内少女ラジオ局』東京公演（2018年7月11日 - 16日、コフレリオ新宿シアター）[44]
- 『酔狂落語〜二〇二一春の陣〜』第二陣（2021年3月18日 - 21日、武蔵野芸能劇場・南大塚ホール）[45]
- 五反田タイガー 10th Stage 『Casket〜深海から見える星〜』（2021年11月10日 - 14日、草月ホール） - カメ美 役[46]
- Otona Project 第四十弾 演劇ユニット【爆走おとな小学生】 第十七回全校集会『戦国送球〜バトルガールズ〜』（2022年5月26日、こくみん共済 coop ホール／スペース・ゼロ） - 日替わりゲスト

### ライブ・イベント
- TOKYO IDOL NET presents アイドルカメラ部 写真展 トークイベント（2017年5月18日、FUJIFILM WONDER PHOTO SHOP）[47]
- 森杏奈 〜7年越しの卒業公演〜（2018年4月30日、市川市文化会館） - ゲスト出演[48]
- 金澤有希 生誕祭「会いに来て欲しーさー」（2018年5月1日、Live in Buddy）[43]
- 「アイドルカメラ部 写真展」トークイベント（2018年6月7日、富士フイルム西麻布ビル）
- なんてったってハロプロライブ vol.25（2018年7月17日、TwinBox GARAGE）
- 映画『TOKYO24』完成披露舞台挨拶（2019年9月23日、池袋HUMAXシネマズ）[39]
- 私の1日あなたにあげる♡金澤有希生誕バスツアー（2023年5月5日、千葉県）
- 愛迫みゆ引退式 -ごめんねよりありがとう-（2023年8月15日、THE GRAND HALL）
- ゆうきりんと行く、ちょっぴり早いクリスマスパーティー！（2023年12月2日、千葉県）
- 金澤有希 生誕祭 〜アイスも溶けちゃう Let's Party いえぇぇぇぇぇい〜（2024年4月28日、アキバステラキューブ）

### WEB

#### WEBドラマ
- インタラクティブドラマ「DROSERA2」（2022年11月30日、DramaBase） - あかり 役

#### その他のWEB
- スパガのまだまだ夏MAX盛り!青森ねぶた生中継でゴー!（2012年8月6日、ニコニコ生放送） - 現地レポーター
- TOKYO IDOL NET presents アイドルと学ぶ「カメラ基礎講座」（2016年5月9日 - 、不定期、SHOWROOM）
- 金澤有希のそこまで!言う気?（2017年2月9日・10日・13日・14日、WWSチャンネル）[49][50]
- マヨバカ学園（2018年5月15日、マシェバラ） - MC
- 楽遊のさきどり★アイドル塾（2021年10月19日 - 2023年3月6日、ミクチャ） - MC[51]
- @JAM THE WORLD アフタートーク（2023年2月27日・2024年2月26日、ミクチャ）
- 「真剣劇場！ガチトーーク」プロ野球開幕直前SP（2024年3月20日、マシェバラ）
- 「真剣劇場！ガチトーーク」交流戦直前SP（2024年5月18日、マシェバラ）

### MV
- chaqq「Amy」（2013年8月）[52]
- 空想リアリティ
  - 「転校初日のプロブレム」（2018年8月）[53]
  - 「SAKURA」（2019年2月）[54]

### 広告
- SHOWROOM「特大看板モデル」（2017年）
- アイワフク「2020夏の浴衣モデル」（2020年）[55]
- IDENTITY「壺芋ブリュレすとあ」（2022年） - 公式アンバサダー[56]

## 出展
- TOKYO IDOL NET presents アイドルカメラ部 写真展
  - 第1回目（2017年5月16日 - 30日、FUJIFILM WONDER PHOTO SHOP）[57]
  - 第2回目（2017年11月1日 - 14日、ヴィレッジヴァンガード渋谷本店）
  - 江の島 2018（2018年5月25日 - 6月13日、FUJIFILM WONDER PHOTO SHOP）
  - 川越 2019（2019年6月1日 - 12日、FUJIFILM WONDER PHOTO SHOP）[58]
  - ムーミンバレーパーク 2020（2020年8月18日 - 26日、FUJIFILM WONDER PHOTO SHOP）[59]
  - 猿島 2021（2021年5月22日 - 6月2日、FUJIFILM WONDER PHOTO SHOP）[60]